# طوابع البريد والتاريخ البريدي للسودان الفرنسي

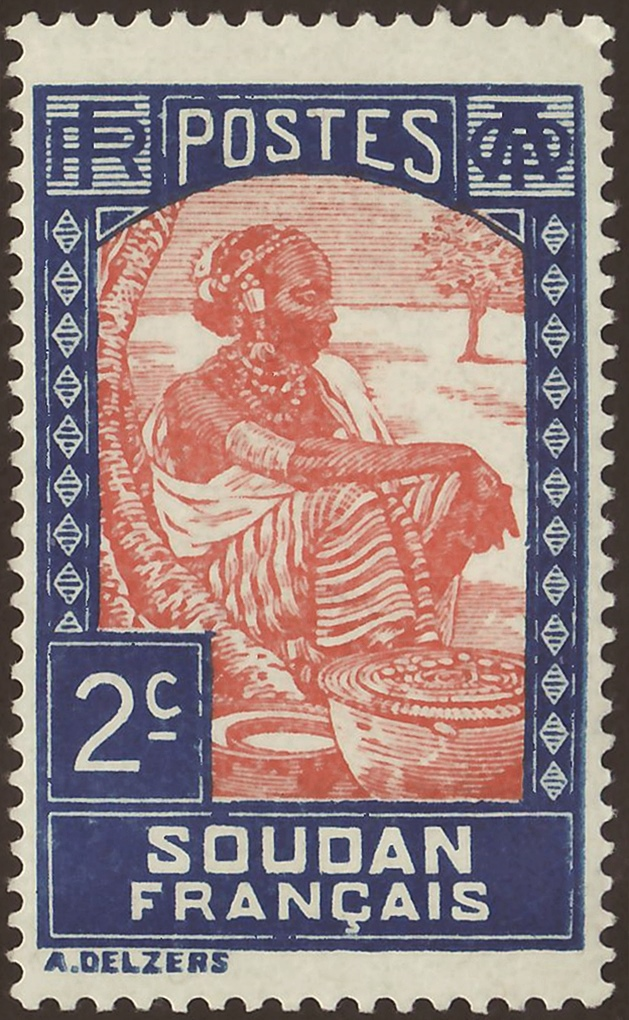
طابع بريدي فرنسي للسودان عام 1931

تأسست السودان الفرنسية (Soudan Français) في أواخر القرن التاسع عشر واحتلت نفس المساحة تقريبًا التي تحتلها مالي الحديثة.

## الطوابع الأولى
من عام ١٨٩٤ إلى عام ١٩٠٢ استخدمت مستعمرة السودان الفرنسي الإصدارات العامة للمستعمرات الفرنسية (ألفي دوبوا وأنواع المجموعة) مع اسم المستعمرة. في عام ١٩٠٣ وضعت علامة على طوابع المجموعة "السنغال والنيجر" وهو الاسم الجديد للمستعمرة. في عام ١٩٠٦ أصدرت طوابع جديدة تحمل علامة "السنغال العليا والنيجر" وهي دولة ظهرت إلى الوجود في عام ١٩٠٤ مع رسوم توضيحية متنوعة تتضمن شخصيات استعمارية: الجنرال لويس فيديرب والحاكم العام نويل بالاي في عام ١٩٠٦ وفارس من الطوارق في عام ١٩١٤. أصبحت جميع طوابع هذه المستعمرة المذكورة أعلاه بأسمائها المتتالية نادرة للرسائل حتى عام ١٩٢٠.
في عام ١٩٢٠ أصبحت السنغال العليا والنيجر السودان الفرنسي وأصبحت بعض مناطقها فولتا العليا والنيجر. استُخدمت طوابع فرسان الطوارق على نطاق واسع في هذه المستعمرات الثلاث حتى أواخر عشرينيات القرن العشرين. من عام ١٩٣١ إلى عام ١٩٤٤ كانت الموضوعات هي المعرض الاستعماري لعام ١٩٣١ وبيير وماري كوري والمستكشف رينيه كاييه أو ذكرى اقتحام الباستيل. لكن موضوعات إصدارات عام ١٩٣١ أصبحت الأكثر شيوعًا. وتشمل هذه الموضوعات فتاة حلابة فولانية وباب منزل جينيه ورجل قارب على نهر النيجر.

## غرب أفريقيا الفرنسية

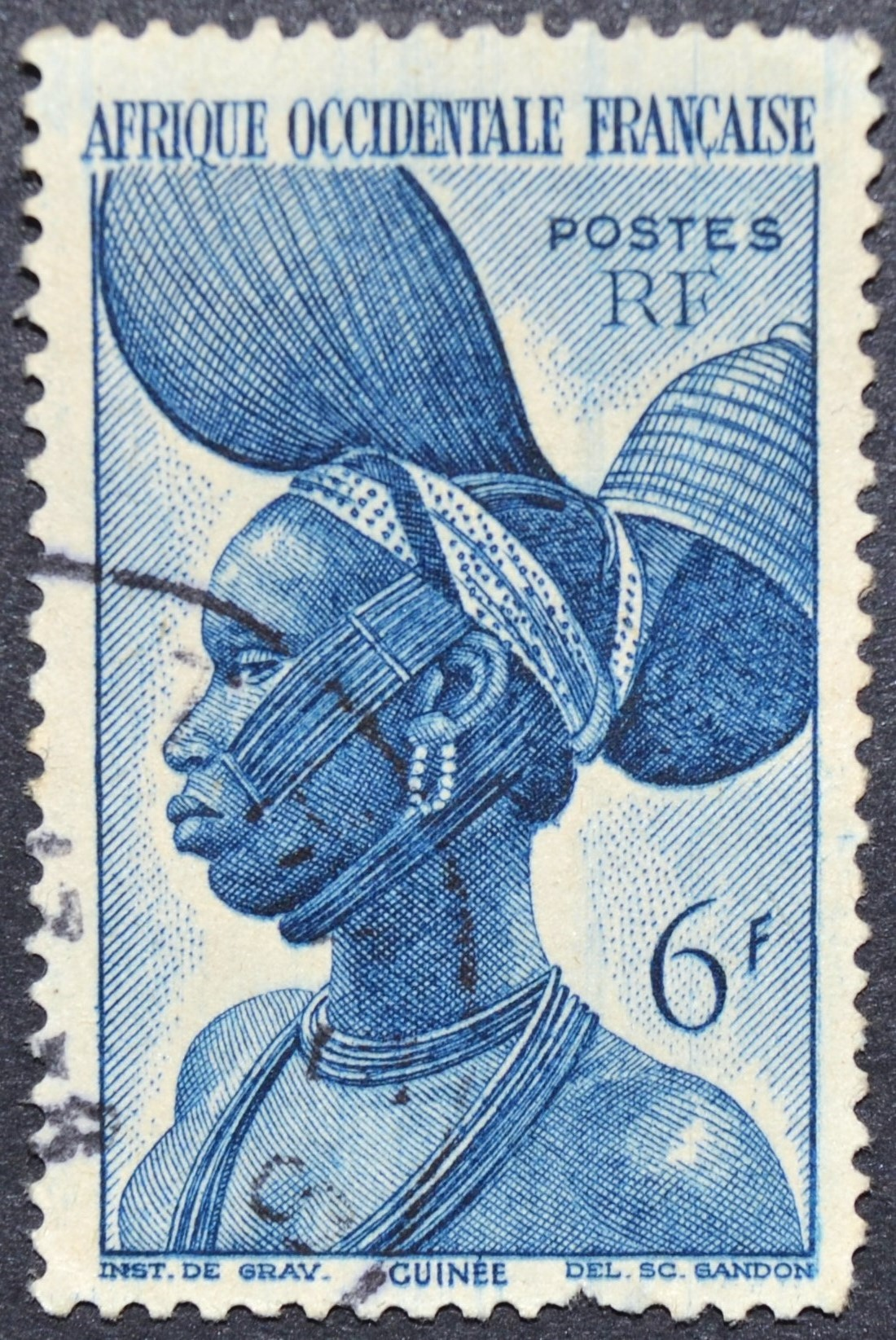
سلسلة غرب أفريقيا الفرنسية 1947

من عام 1944 إلى عام 1959 استخدمت إصدارات غرب أفريقيا الفرنسية في السودان الفرنسي.
انضمت السلطات الاستعمارية الفرنسية عام ١٨٩٥ إلى عدة أقاليم في اتحاد عُرف باسم غرب أفريقيا الفرنسية (أيه أو أف). شملت هذه الأقاليم موريتانيا والسنغال والسودان الفرنسي (مالي حاليًا) وغينيا الفرنسية (غينيا حاليًا) وكوت ديفوار والنيجر وفولتا العليا ( بوركينا فاسو حاليًا)وداهومي (بنين حاليًا). أصدرت الأقاليم الاستعمارية الفرنسية في الاتحاد طوابع بريدية خاصة بها حتى عام ١٩٤٣. وفي كثير من الحالات كانت الطوابع تحمل اسم اتحاد " أفريقيا الغربية الفرنسية " بالإضافة إلى اسم المستعمرة نفسها.
في عامي 1943 و1944 طبعت طوابع السنغال وموريتانيا بقيم جديدة وأصبحت صالحة في جميع أنحاء غرب أفريقيا الفرنسية.
كانت أولى الأعداد المطبوعة خصيصًا للاتحاد من نوع "إيبوي" ذي التصميم الشائع وسلسلة مميزة تُصوّر جنود المستعمرات وكلاهما في عام ١٩٤٥. أما سلسلة عام ١٩٤٧ فقد تضمنت ١٩ مشهدًا وشخصية من مختلف المستعمرات ثم خلال خمسينيات القرن العشرين كان هناك حوالي ٣٠ عددًا تذكاريًا متنوعًا. وكان آخر عدد يحمل شعار "أفريقيا الغربية الفرنسية" و"أر أف" هو عدد حقوق الإنسان الصادر في ديسمبر ١٩٥٨.
وتبع ذلك إصدار طابع بريدي بمناسبة يوم الطوابع في 21 مارس/آذار 1959 والذي حذف منه اسم الاتحاد ونقش عليه "سي أف" إلى جانب "داكار-أبيدجان" للاستخدام في ساحل العاج والسنغال.

## استقلال
انضمت السودان الفرنسية إلى اتحاد قصير الأمد مع السنغال عام ١٩٥٩ لكن علاقاتها مع البلدين سرعان ما ضعفت. في عام ١٩٦٠ أصبحت السودان الفرنسية رسميًا جمهورية مالي.